# Astyanax anterior
Astyanax anterior är en fiskart som beskrevs av Eigenmann, 1908. Astyanax anterior ingår i släktet Astyanax och familjen Characidae. Inga underarter finns listade.